# Belagerung von Córdoba

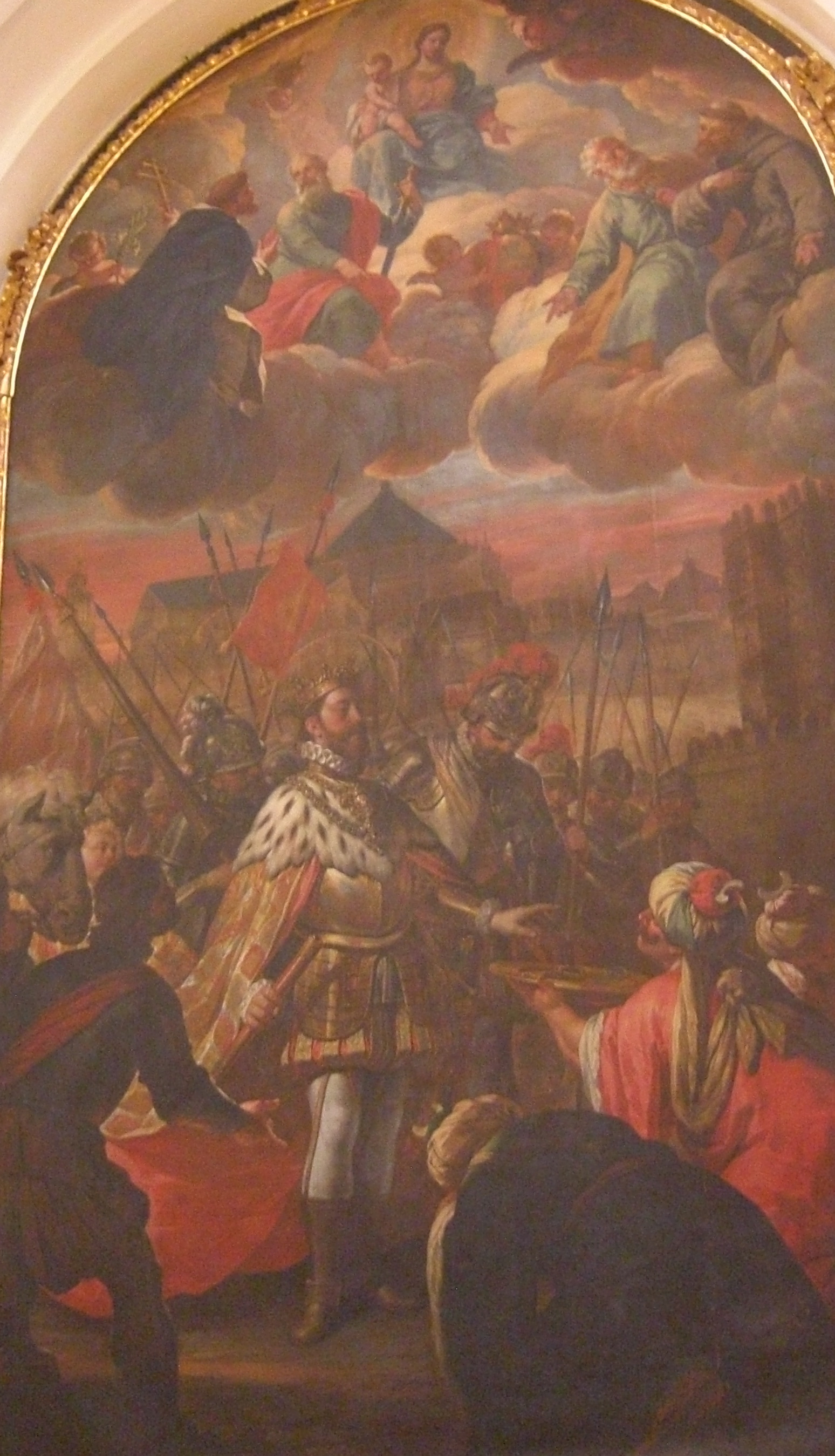
Ferdinand III. empfängt die Schlüssel der Stadt Córdoba aus den Händen Ibn Huds.

Die Belagerung von Córdoba im Jahr 1236 war ein Schritt auf dem Weg zur vollständigen Eroberung Spaniens durch die christlichen Könige während der sogenannten Reconquista und verminderte die Präsenz islamischer Herrschaftsbereiche auf der Iberischen Halbinsel, die durch den Fall Granadas im Jahre 1492 (39 Jahre nach dem Verlust des christlichen Konstantinopels an die Osmanen) beendet wurde.
Córdoba wurde am 29. Juni 1236 von den Truppen König Ferdinands III. (seit 1230 König der vereinten Königreiche von Kastilien und León) erobert. Nach dem Fall von Córdoba wurde die Mezquita de Córdoba, die damals größte Moschee der Welt, in eine christliche Kathedrale umgewandelt.

## Belagerung und Eroberung von Córdoba
Gegen Ende des Jahres 1235 gelang es christlichen Soldaten (den sogenannten Almogàvers) mit Hilfe von „muslimischen Verrätern“, in den östlichen Teil von Córdoba einzudringen. Die Almogàvers sandten eine Nachricht an König Ferdinand, in der sie dringend um Unterstützung des Angriffs ersuchten. Alvar Pérez de Castro († 1240) und andere Offiziere des Königs eilten ihnen zur Hilfe. Der König selbst hielt sich im Königreich León auf, als ihn die Nachricht im Januar 1236 erreichte. Einige der Höflinge Ferdinands bedrängten ihn, sich nicht mitten im Winter nach Córdoba zu begeben, denn die Straßen waren schlecht und durch Regen und Schnee fast unpassierbar. Auch befürchteten sie, Ibn Hud und die Marokkaner würden Córdoba entsetzen. König Ferdinand, ein Miles Christi („Soldat Gottes“), „setzte seine Hoffnung auf den Herrn Jesus Christ“ und fasste den Entschluss, zu den Belagerern von Córdoba vorzustoßen.
Ferdinand forderte seine Vasallen auf, sich ihm anzuschließen, und setzte sich mit seinem Tross zügig gen Süden in Bewegung. Am 7. Februar 1236 traf er mit nur 100 Rittern im Gefolge vor Córdoba ein. Um den Verteidigern der Stadt den freien Abzug in Richtung der von den Almohaden beherrschten Gebiete im Süden zu verwehren, besetzte er mit 200 Rittern ein Gebiet südlich des Guadalquivir gegenüber der Brücke von Alcolea, und blockierte so den Weg nach Écija. Ibn Hud sammelte im Süden eine Streitmacht von angeblich 4.000 bis 5.000 berittenen Kämpfern und 30.000 Fußsoldaten, dazu noch 200 christliche Ritter in seinem Dienst, und bewegte sich auf Écija zu. Unerklärlicherweise forderte er die kastilische Belagerungsarmee nicht zum Kampf, sondern zog sich nach Sevilla zurück. Nach Ostern des Jahres 1236 wurde das Wetter besser, und die Belagerer wurden durch Truppen aus Kastilien, León und Galicien verstärkt.
Die Verteidiger der belagerten Stadt erkannten, dass sich das Kräfteverhältnis zu ihren Ungunsten geändert hatte, und verhandelten über eine Kapitulation. Als sie jedoch erfuhren, dass die Belagerer knapp an Nahrungsmitteln waren und die Soldaten aus León nach Ende einer dreimonatigen Dienstzeit wieder abziehen würden, zogen sie ihre Einwilligung in die Kapitulation zurück. König Ferdinand schloss daraufhin ein Bündnis mit Ibn al-Ahmar, der mit Ibn Hud verfeindet war. Die Verteidiger erkannten daraufhin ihre hoffnungslose Lage und boten erneut die Kapitulation an, unter der Bedingung des freien Geleits und der Möglichkeit, ihre beweglichen Güter mitzunehmen. Einige Berater Ferdinands rieten ihm, die Stadt im Sturm zu nehmen, doch der König nahm das Angebot an. Am 29. Juni 1236 zogen seine Truppen in die Stadt ein. Gemeinsam mit Ibn al-Ahmar schloss Ferdinand einen sechsjährigen Waffenstillstand mit Ibn Hud ab. Während dieser Zeit sollte Ibn Hud an Ferdinand einen jährlichen Tribut von 156.000 Maravedís zahlen.; er wurde jedoch bereits zwei Jahre später ermordet.